# Ben Davidson
Benjamin Earl „Ben“ Davidson (* 14. Juni 1940 in Los Angeles; † 2. Juli 2012 in San Diego) war ein US-amerikanischer American-Football-Spieler und Schauspieler, der aufgrund seiner Größe von 2,03 m auch „Big Ben“ genannt wurde.

## Karriere als Spieler
Davidson spielte in der Highschool keinen Football, bevorzugte Basketball und Leichtathletik und wurde erst am Junior College zum Football gebracht. Er wurde von den University of Washington Huskies abgeworben und gewann mit diesen nach den Spielzeiten 1959 und 1960 den Rose Bowl, wobei das traditionsreiche Spiel erst an Neujahr des Folgejahres stattfindet.
1961 gewann Davidson den Rose Bowl, heiratete, wurde von den New York Giants in der vierten Runde der NFL gedraftet, wurde nach dem ersten Vorbereitungsspiel an die Green Bay Packers abgegeben, bekam eine Tochter und gewann an Silvester 1961 mit den Packers ausgerechnet gegen New York das NFL-Meisterschaftsspiel mit 37:0. Mit der Siegprämie von US$ 5195 kaufte er sich, wie von späteren Gehältern, Immobilienanteile in San Diego.
Während des Trainingslagers 1962 gab Coach Vince Lombardi Davidson an die Washington Redskins ab, wo er in den Jahren 1962 und 1963 spielte, bevor er im September 1964 nicht den Sprung in den Kader schaffte, weil er die strengen Gewichtsvorgaben nicht einhielt. Die Oakland Raiders von der Konkurrenzliga AFL boten ihm ab 1964 einen Platz und gewannen 1966 die AFL-Meisterschaft, was auch zur Teilnahme am zweiten AFL-NFL Championship Game berechtigte, später Super Bowl II genannt. Wieder ging es gegen eine ehemalige Mannschaft von Davidson, die Packers, aber Oakland unterlag der dominierenden NFL-Mannschaft der 1960er. Jedoch war Davidson zu der Zeit eine dominierende Kraft in der AFL, wurde von 1966 bis 1968 in die All Star Auswahlmannschaft der AFL berufen.
Mit seiner Größe, seinem Schnurrbart und einem finsteren, rockerartigen Auftreten galt der Motorradfahrer „Big Ben Davidson“ als Bösewicht, ein Image, das auch die in Schwarz spielenden Raiders kultivierten. Er riss gegnerische Quarterbacks recht brutal zu Boden, wobei z. B. auch der Helm des Superstars Joe Namath heruntergerissen wurde. Er setzte seinen Helm als Stoßwaffe ein, sogenanntes spearing, da ihm das so beigebracht worden sei, und foulte teils noch nach dem Abpfiff. Regeländerungen werden auf die Spielweise von Davidson zurückgeführt. Im November 1970 vereitelte er einen Sieg der Kansas City Chiefs durch ein spätes Foul an Chiefs Quarterback Len Dawson, der nach großem Bodengewinn bereits am Boden lag, als Davidson ihm in den Rücken sprang. Das provozierte ein Gegenfoul von Otis Taylor, worauf es zum Tumult kam und gemäß den damaligen Regeln der Spielzug annulliert wurde. Die Chiefs mussten darauf den Ball abgeben, die Raiders konnten den Ausgleich erzielen und damit die Division gewinnen.
In der Saison 1972 verletzte Davidson sich an der Achillessehne und kam 1973 nicht mehr zum Einsatz. 1974 spielte er in der neugegründeten World Football League für Portland Storm.

## Karriere als Schauspieler
Bereits 1970 stellte Davidson im Film M*A*S*H den schnauzbärtigen gegnerischen Footballspieler dar, der von oben herab auf „Trapper John“ (Elliott Gould) grinst. Er trat als „Porter, der Rausschmeißer“ in einem Film auf, der sich als Porno erwies (Behind the Green Door, 1972) und gab 1974 im Blaxploitation-Film The Black Six den weißen Rockerbanden-Fiesling, der von sechs Schwarzen bekämpft wird, die ebenfalls von Football-Spielern dargestellt werden. Eine weitere Rolle als Knast-Footballer folgte 1991 in Armadillo Bears – Ein total chaotischer Haufen („Necessary Roughness“, nötige Härte). Am bekanntesten dürfte Davidson außerhalb der USA 1982 als Rexor in Conan der Barbar geworden sein, als Hohepriester und Leibwächter von Thulsa Doom.
Davidson trat zudem in diversen Fernsehkomödien auf und brachte seine Statur und tiefe, knorrige Stimme bei Auftritten für Bierwerbung zur Geltung.